# El Salvador (Misamis Oriental)
El Salvador is een stad in de Filipijnse provincie Misamis Oriental op het eiland Mindanao. Bij de laatste census in 2007 had de stad bijna 42 duizend inwoners.

## Geschiedenis
Op 12 april 2007 werd de wet aangenomen die de gemeente El Salvador in een stad omvormde. Op 27 juni 2007 werd dit middels een volksraadpleging bekrachtigd. Deze omvorming tot stad werd twee jaar later, door een beslissing van het Filipijns hooggerechtshof op 21 mei 2009, als ongrondwettelijk bestempeld en weer ongedaan gemaakt. Eind 2009 kwam het hooggerechtshof echter weer terug op deze beslissing naar aanleiding van het ingediende bewaarschrift.

## Geografie

### Bestuurlijke indeling
El Salvador is onderverdeeld in de volgende 15 barangays:
| - Amoros - Bolisong - Bolobolo - Calongonan - Cogon - Himaya - Hinigdaan - Kalabaylabay | - Kibonbon - Molugan - Poblacion - Sambulawan - Sinaloc - Taytay - Ulaliman |

## Demografie
El Salvador had bij de census van 2007 een inwoneraantal van 41.905 mensen. Dit zijn 7.255 mensen (20,9%) meer dan bij de vorige census van 2000. De gemiddelde jaarlijkse groei komt daarmee uit op 2,66%, hetgeen hoger is dan het landelijk jaarlijks gemiddelde over deze periode (2,04%). Vergeleken met de census van 1995 is het aantal mensen met 10.405 (33,0%) toegenomen.
De bevolkingsdichtheid van El Salvador was ten tijde van de laatste census, met 41.905 inwoners op 87,13 km², 480,9 mensen per km².
Alubijid · Balingasag · Balingoan · Binuangan · Cagayan de Oro · Claveria · El Salvador · Gingoog · Gitagum · Initao · Jasaan · Kinoguitan · Lagonglong · Laguindingan · Libertad · Lugait · Magsaysay · Manticao · Medina · Naawan · Opol · Salay · Sugbongcogon · Tagoloan · Talisayan · Villanueva